# Камикава (округ)
Камикава (яп. 上川支庁 Камикава-ситё:) — округ в составе губернаторства Хоккайдо (Япония). На октябрь 2005 года население округа составляло 535 456 человек. Официальная площадь округа — 9,852.1 км².

## История
- 1897 год, создан округ Камикава

## Состав округа

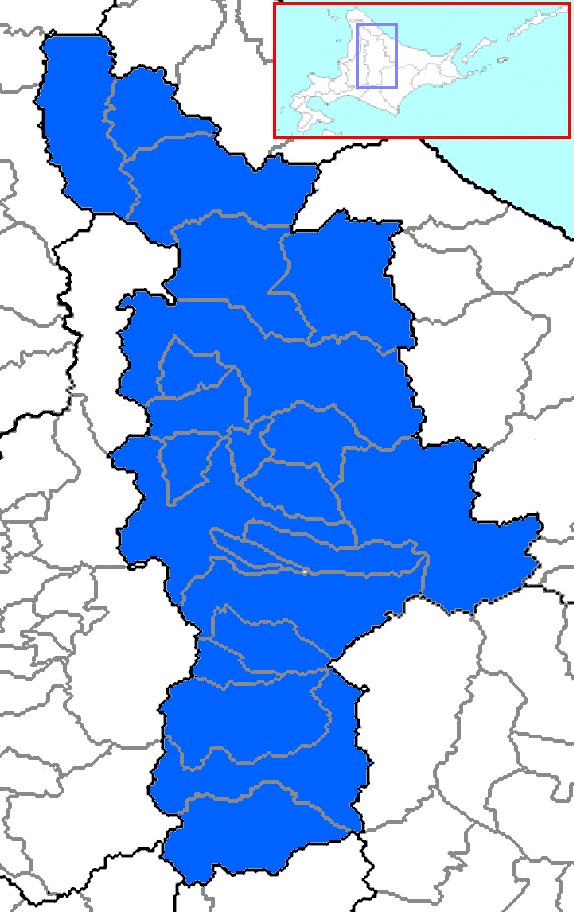
Округ Камикава

### Города
- Асахикава (административный центр округа)
- Наёро
- Сибецу
- Фурано

### Города и деревни уездов
- Камикава
  - Айбецу
  - Биэй
  - Камикава
  - Пиппу
  - Такасу
  - Тома
  - Хигасикава
  - Хигасикагура
- Камикава
  - Вассаму
  - Кембути
  - Симокава
- Накагава
  - Бифука
  - Накагава
  - Отоинеппу
- Сорати
  - Камифурано
  - Минамифурано
  - Накафурано
- Юфуцу
  - Симукаппу